# Сан Рафаел
Сан Рафаел (на испански: San Rafael) е град и окръжен център на окръг Марин в Района на Санфранциския залив, щата Калифорния, Съединените американски щати. Има население от 55 550 души.

## Забележителности
В града е базирано киностудиото „Лукасфилм“ – създател на „Междузвездни войни“ и „Индиана Джоунс“. Създадено е през 1971 г. Част от „Лукасфилм“ се мести в квартал Президио на Сан Франциско през 2005 г.

## Личности
- Карлос Сантана, музикант
- Джордж Лукас, режисьор, собственик на киностудио, сценарист